# DeSoto Diplomat
DeSoto Diplomat was een modelnaam die het Amerikaanse autoconcern Chrysler gebruikte voor de verkoop van haar modellen buiten Noord-Amerika.

## Geschiedenis
De eerste voor export bestemde DeSoto werd reeds in 1937 gebouwd in Detroit en was gebaseerd op een Plymouth. Vanaf 1939 begon ook Chrysler of Canada dergelijke exportmodellen te bouwen. Ze waren doorheen de jaren gebaseerd op modellen van Plymouth of Dodge. In 1946 kregen deze exportmodellen de naam DeSoto Diplomat. Diplomats werden verscheept naar Australië, Europa, Hawaï (tot Hawaï in 1959 een Amerikaanse staat werd), Mexico, Zuid-Afrika en Zuid-Amerika. In 1955 exporteerde het Canadese Chrysler geen auto's en kwamen alle Diplomats uit Detroit. Op het einde van de jaren 1950 wilden veel Europese taxibedrijven liever de P4C-dieselmotor van het Britse Perkins ingebouwd zien. De installatie van deze motoren gebeurde op een Belgische assemblagelijn. Van 1938 tot 1956 gebruikten Chryslers exportmodellen de grille van DeSoto. Tussen 1957 en 1959 was de Diplomat gebaseerd op een Plymouth met de voorzijde van de DeSoto Firesweep. De DeSoto Diplomats van 1960 en 1961 waren gebaseerd op de Dodge Dart. In dat laatste jaar werd het merk DeSoto stopgezet wat ook het einde van de Diplomat betekende.
Doch bouwde Chrysler Zuid-Afrika nog een aantal Diplomats voor 1962 op basis van de Dodge Dart 440.